# Franz Hengsbach (Maler)
Franz Hengsbach (* 18. Dezember 1812 in Werl; † 25. Februar 1883 in Düsseldorf) war ein deutscher Landschaftsmaler der Düsseldorfer Schule.

## Leben
Im Taufregister St. Walburga in Werl ist er als Franz Heinrich Steinau zum 18. Dezember 1812 eingetragen. Er entstammte einem nichtehelichen Verhältnis seiner Mutter Katharina Steinau mit einem in Werl stationierten Musketier, der Anton Hengsbach hieß, aus Bödefeld stammte und im Sold des Großherzogs von Hessen-Darmstadt stand. Bis 1816 gehörte Werl dem Großherzogtum Hessen an, bevor es preußisch wurde. Obwohl sein Vater bereits vor seiner Geburt verstorben war, führte Franz Heinrich später den Namen Hengsbach. Sein Geburtsjahr wird in den Nachrufen von 1883 und den Lexika mit 1814 bzw. 1816 oft falsch angegeben.
Hengsbach besuchte ab 1833 die Kunstakademie Düsseldorf. Dort war er von 1834 bis 1840 Schüler der Landschafterklasse von Johann Wilhelm Schirmer. Nachdem Hengsbach in den 1830er Jahren Motive in der Düsseldorfer Umgebung, in der Rheinprovinz und in Westfalen gemalt hatte, wandte er sich ab den 1840er Jahren den See- und Gebirgsmotiven der Alpenländer zu. Ab 1836 stellte Hengsbach, der in Düsseldorf ansässig war und dort dem Künstlerverein Malkasten als Gründungsmitglied angehörte, unter anderem in Berlin, Leipzig, Danzig und Breslau aus.

## Werke (Auswahl)

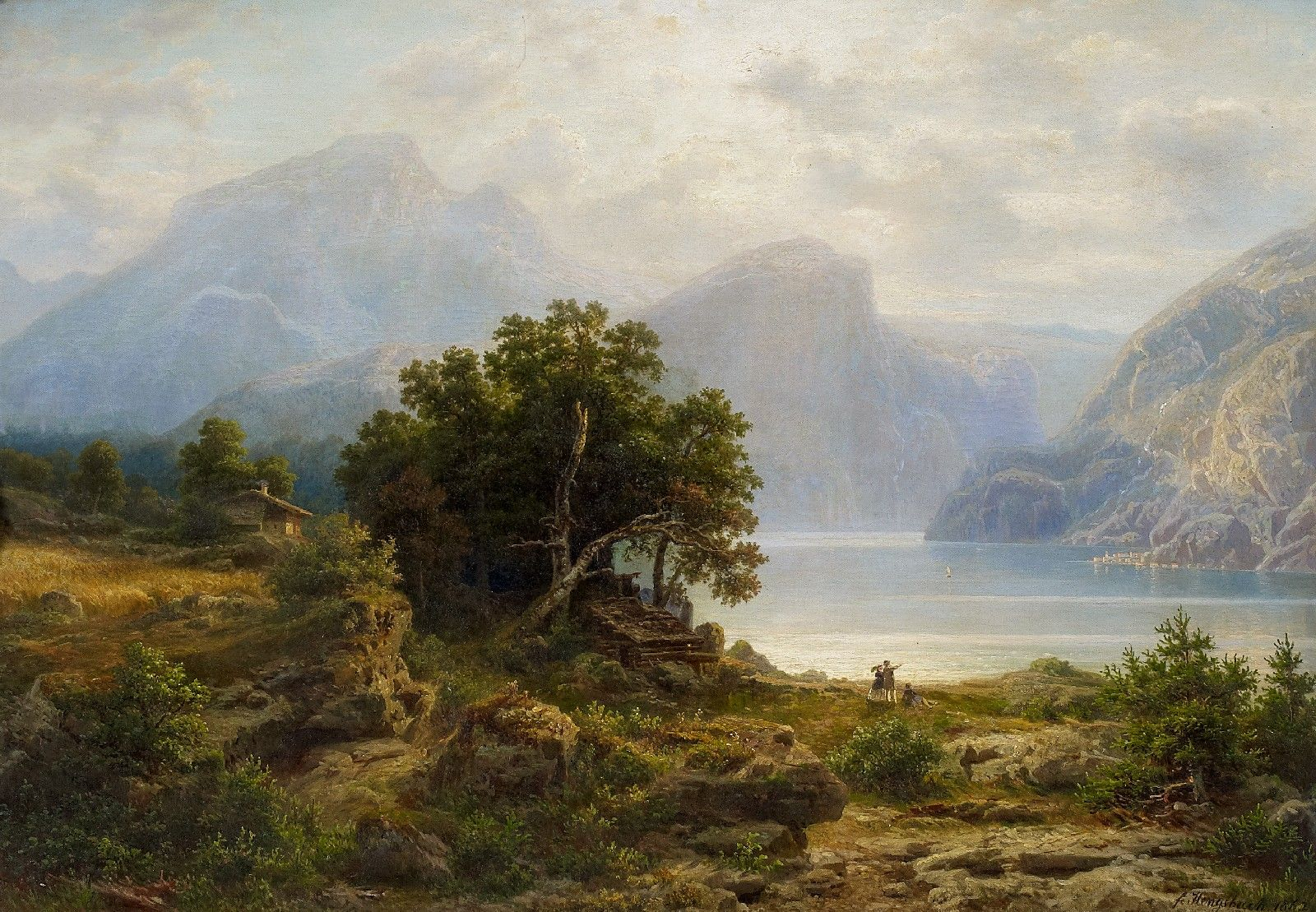
Der Achensee in Tirol, 1862

- Bewaldete Rheinlandschaft mit Ausblick auf einen Hafen, 1838
- Blick auf den Genfer See 1859 https://www.kunsthalle-kiel.de/de/sammlung-online/blick-auf-den-genfer-see-franz-hengsbach-722
- Der Achensee in Tirol, 1862
- Weite, arkadische Landschaft mit Schäfer und seiner Herde an Flusslauf, 1866
- Ansicht von Salzburg
- Staufen bei Salzburg
- Mühle in Tirol
- Wasserfall der Gosau in Österreich
- Der Hallstätter See
- Hohentwiel und der Bodensee
- Alpen in der Nähe des Lago Maggiore
- Hütten auf dem Seelisberg am Vierwaldstätter See
- Lauterbrunnenthal